# Homalosilpha nigricans
Homalosilpha nigricans är en kackerlacksart som beskrevs av Karlis Princis 1966. Homalosilpha nigricans ingår i släktet Homalosilpha och familjen storkackerlackor. Inga underarter finns listade i Catalogue of Life.